# Nipponapterocis
Nipponapterocis là một chi bọ cánh cứng trong họ Ciidae.

## Các loài
- Nipponapterocis brevis Miyatake, 1954
- Nipponapterocis hirsutus Kawanabe, 1995
- Nipponapterocis inermis Kawanabe, 1995